# George McFarland
George McFarland (Dallas, 2 ottobre 1928 – Grapevine, 30 giugno 1993) è stato un attore e conduttore televisivo statunitense, noto dal 1932 al 1942 come uno degli attori bambini protagonisti della serie Simpatiche canaglie.

## Biografia
Nato nello stato del Texas, da Robert Emmett McFarland e Virginia Winifred Phillips, aveva due fratelli (Thomas e Roderick) e una sorella, Amanda. 
Fin da piccolissimo iniziò a lavorare nella pubblicità, attraendo così l'attenzione di Hal Roach che era alla ricerca di un "sostituto" di Joe Cobb per la serie delle Simpatiche canaglie. Entrato nel 1932 a far parte del gruppo nel ruolo di "Spanky", ben presto McFarland vi si impone come il personaggio principale assieme a Carl "Alfalfa" Switzer. Alcuni dei gesti e delle espressioni che lo resero famoso gli vennero suggeriti direttamente da Stan Laurel e Oliver Hardy, con i quali fece amicizia, trovandosi a lavorare negli stessi studi cinematografici.
Lavorò anche per alcuni lungometraggi, inclusi Il circo (1935), con Jackie Cooper e Wallace Beery, e Il sentiero del pino solitario (1936). Fallì però il tentativo di tradurre il successo del suo ruolo nelle Simpatiche canaglie nel film General Spanky (1936). 
Nel 1942, con l'uscita dal gruppo delle Simpatiche canaglie per raggiunti limiti di età, ebbe in pratica termine anche la carriera cinematografica di McFarland. Nella vita farà i lavori più diversi, come rappresentante di commercio dei prodotti più disparati, dalle macchine alla Coca-Cola e al vino. Dal 1955 al 1960 condusse uno spettacolo televisivo per bambini per una televisione locale in Oklahoma.
Sposato con tre figli, morì il 30 giugno 1993 per un arresto cardiaco all'età di 64 anni. Erano appena iniziate le riprese del film Piccole canaglie, ispirato alla vecchia serie, dove per interpretare il suo ruolo era stato scelto il piccolo Travis Tedford.

## Filmografia parziale

### Cortometraggi
- Neonati prodigio (Free Eats), regia di Raymond McCarey (1932)
- Spanky, regia di Robert F. McGowan (1932)
- Choo-Choo!, regia di Robert F. McGowan (1932)
- The Pooch, regia di Robert F. McGowan (1932)
- Hook and Ladder, regia di Robert F. McGowan (1932)
- Free Wheeling, regia di Robert F. McGowan (1932)
- Birthday Blues, regia di Robert F. McGowan (1932)
- A Lad an' a Lamp, regia di Robert F. McGowan (1932)
- Fish Hooky, regia di Robert F. McGowan (1933)
- Forgotten Babies, regia di Robert F. McGowan (1933)
- The Kid from Borneo, regia di Robert F. McGowan (1933)
- One Track Minds, regia di Gus Meins (1933) - non accreditato
- Abbasso la pappa (Mush and Milk), regia di Robert F. McGowan (1933)
- Bedtime Worries, regia di Robert F. McGowan (1933)
- Day of Reckoning, regia di Charles Brabin (1933)
- Attenti al clic (Wild Poses), regia di Robert F. McGowan (1933)
- The Cracked Ice Man, regia di Charley Chase e Eddie Dunn (1934)
- Hi'-Neighbor!, regia di Gus Meins (1934)
- Forza Pete! (For Pete's Sake!), regia di Gus Meins (1934)
- Mrs. Barnacle Bill, regia di Lloyd French (1934)
- The First Round-Up, regia di Gus Meins (1934)
- Benny, from Panama, regia di James Parrott (1934)
- Honkey Donkey, regia di Gus Meins (1934)
- Mike Fright, regia di Gus Meins (1934)
- Washee Ironee, regia di James Parrott (1934)
- Nei boschi del Kentucky (Kentucky Kernels), regia di George Stevens (1934)
- Mama's Little Pirate, regia di Gus Meins (1934)
- Shrimps for a Day, regia di Gus Meins (1934)
- Anniversary Trouble (1935)
- Little Papa (1935)
- Il circo (1935)
- Little Sinner (1935)
- Golf, che passione! (1936)
- The Lucky Corner (1936)
- Second Childhood , regia di Gus Meins (1936)
- Arbor Day, regia di Fred Newmeyer (1936)
- Bored of Education (1936)
- Pay As You Exit (1936)
- Spooky Hooky (1936)
- Reunion in Rhythm (1937)
- Glove Taps  (1937)
- Hearts Are Thumps (1937)
- Fishy Tales (1937)
- Framing Youth (1937)
- The Pigskin Palooka (1937)
- Mail and Female (1937)
- Canned Fishing (1938)
- Three Men in a Tub (1938)
- Men in Fright (1938)
- Football Romeo (1938)
- Practical Jokers (1938)
- Alfalfa's Aunt (1939)
- Time Out for Lessons (1939)
- Dad for a Day  (1939)
- Auto Antics (1939)
- Dog Daze (1939)
- Joy Scouts (1939)
- Cousin Wilbur (1939)
- Clown Princes (1939)
- Duel Personalities (1939)
- Alfalfa's Double (1940)
- All About Hash (1940)
- Bubbling Troubles (1940)
- Good Bad Boys (1940)
- Kiddie Kure  (1940)
- Baby Blues, regia di Edward L. Cahn (1941)
- Ye Olde Minstrels (1941)
- Robot Wrecks (1941)
- Wedding Worries (1941)
- Helping Hands (1941)
- Going to Press (1942)
- Don't Lie (1942)
- Surprised Parties (1942)

### Lungometraggi
- O'shaugnessy's Boy (1935)
- Il sentiero del pino solitario (1936)
- General Spanky (1936)
- The Famous Ferguson Case (1932)
- I Escaped from the Gestapo (1943)
- La donna del ritratto (1944)
- Incontri ravvicinati ad Aurora (1986)

## Riconoscimenti
- Young Hollywood Hall of Fame (1930's)
- Nel 1994 gli è stata assegnata una stella postuma sulla Hollywood Walk of Fame al 7095 Hollywood Boulevard, per il suo contributo all'industria cinematografica.